# Comuna de Bodzechów
Bodzechów (polaco: Gmina Bodzechów) é uma gminy (comuna) na Polónia, na voivodia de Santa Cruz e no condado de Ostrowiecki. A sede do condado é a cidade de Ostrowiec Świętokrzyski.
De acordo com os censos de 2004, a comuna tem 13 430 habitantes, com uma densidade 109,8 hab/km².

## Área
Estende-se por uma área de 122,28 km², incluindo:
- área agricola: 63%
- área florestal: 28%

## Demografia
Dados de 30 de Junho 2004:
|                      | Total   | Total | Mulheres | Mulheres | Homens  | Homens |
| -------------------- | ------- | ----- | -------- | -------- | ------- | ------ |
|                      | pessoas | %     | pessoas  | %        | pessoas | %      |
| População            | 13 430  | 100   | 6885     | 51,3     | 6545    | 48,7   |
| Densidade (pop./km²) | 109,8   | 100   | 56,3     | 56,3     | 53,5    | 53,5   |

De acordo com dados de 2005, o rendimento médio per capita ascendia a 1487,19 zł.

## Comunas vizinhas
- Bałtów, Ćmielów, Kunów, Ostrowiec Świętokrzyski, Sadowie, Sienno, Waśniów